# عجوقة دكاريانية
عجوقة دكاريانية (الاسم العلمي:Ajuga decaryana) هي نوع من النباتات تتبع جنس العجوقة من الفصيلة الشفوية. سمي هذا النوع نسبةً إلى عالم النبات الفرنسي ريمون ديكاري.